# Igeltjärnen (Stavnäs socken, Värmland, 659568-132565)
Igeltjärnen är en sjö i Arvika kommun i Värmland och ingår i Göta älvs huvudavrinningsområde.